# Elpidiidae
Famille
Les Elpidiidae sont une famille d'holothuries (concombres de mer) abyssales de l'ordre des Elasipodida.

## Caractéristiques
La plupart des espèces de cette famille sont des holothuries benthiques de grandes profondeurs, comme les « cochons de mer » du genre Scotoplanes. Leur corps presque translucide est très ramassé, boudiné, et porté par un petit nombre de podia épais se comportant comme des pattes (absents du tiers médian de la face ventrale). Les 10-12 tentacules qui entourent la bouche sont peltés, adaptés pour ramasser le sédiment fin pour l'amener à la bouche, et peuvent être protégés par un voile. La face dorsale peut présenter quelques longues papilles fusiformes, parfois fusionnées en une voile antérieure ou postérieure. Les spicules dermiques sont en forme d'araignées cornues, et l'anneau calcaire est un pentagone de cinq éléments radiaires. 
Ce sont des espèces abyssales, vivant parfois à des profondeurs extrêmes (« zone hadale ») : elles sont abondantes à plus de 6 000 mètres de profondeur, et ont été observées jusqu'à plus de 9 500 m.

## Liste des genres
Selon World Register of Marine Species (9 avril 2014) :
- genre Achlyonice Théel, 1879 -- 7 espèces
- genre Amperima Pawson, 1965 -- 8 espèces
- genre Ellipinion Hérouard, 1923 -- 10 espèces
- genre Elpidia Théel, 1876 -- 22 espèces
- genre Irpa Danielssen & Koren, 1879 -- 1 espèce
- genre Kolga Danielssen & Koren, 1881 -- 3 espèces
- genre Peniagone Théel, 1882 -- 34 espèces
- genre Penilpidia Gebruk, 1988 -- 4 espèces
- genre Protelpidia Gebruk, 1983 -- 1 espèce
- genre Psychrelpidia Hérouard, 1923 -- 1 espèce
- genre Psychroplanes Gebruk, 1988 -- 4 espèces
- genre Rhipidothuria Hérouard, 1901 -- 2 espèces
- genre Scotoplanes Théel, 1882 -- 5 espèces

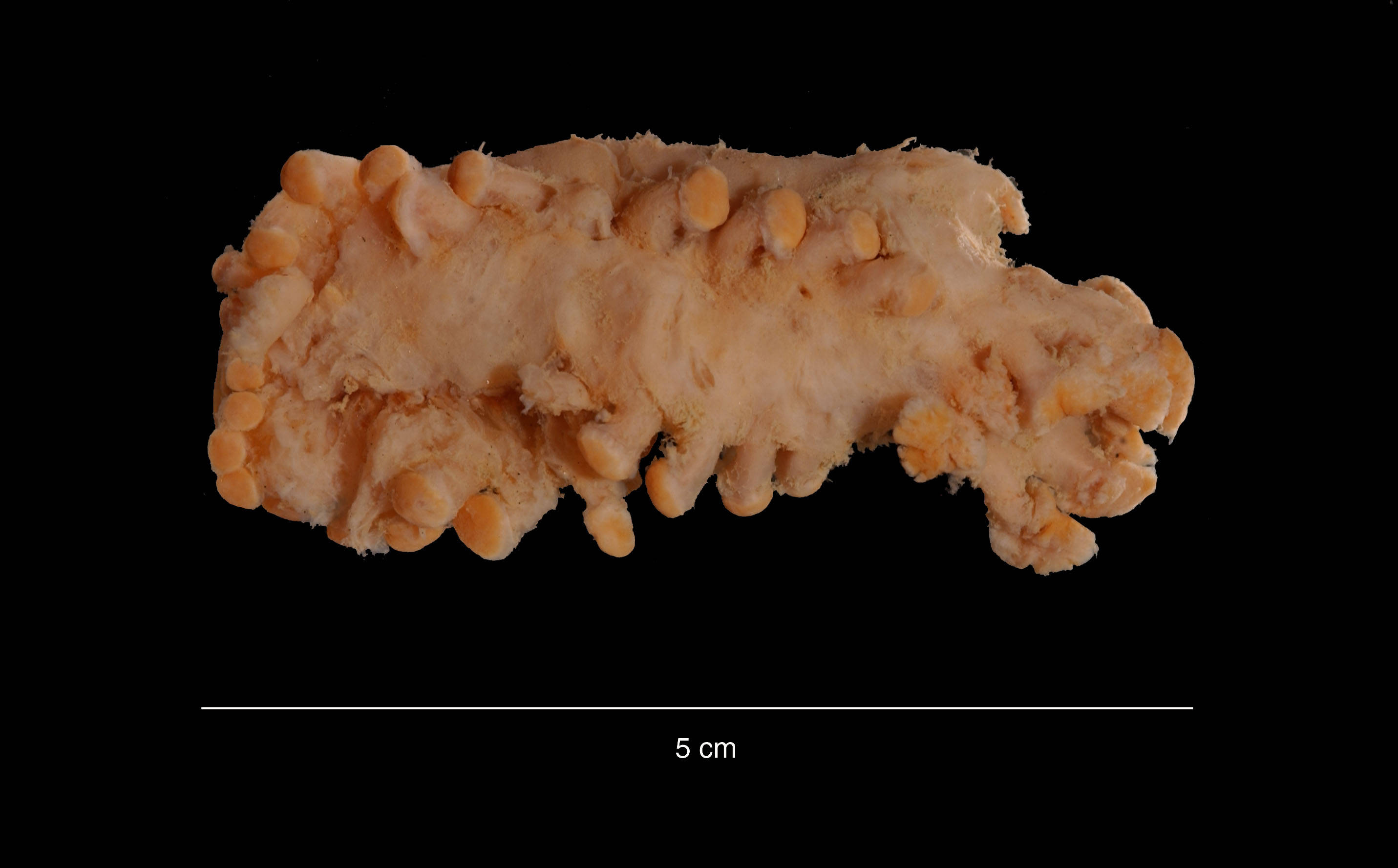
Achlyonice monactinica.
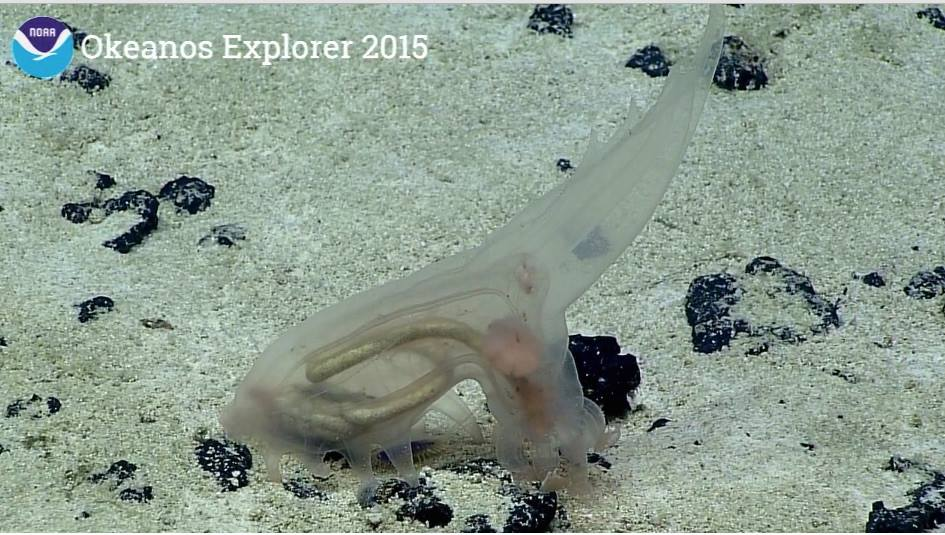
Un probable Amperima sp. photographié dans les abysses (2000-3 000 m de profondeur) au large d'Hawaï.
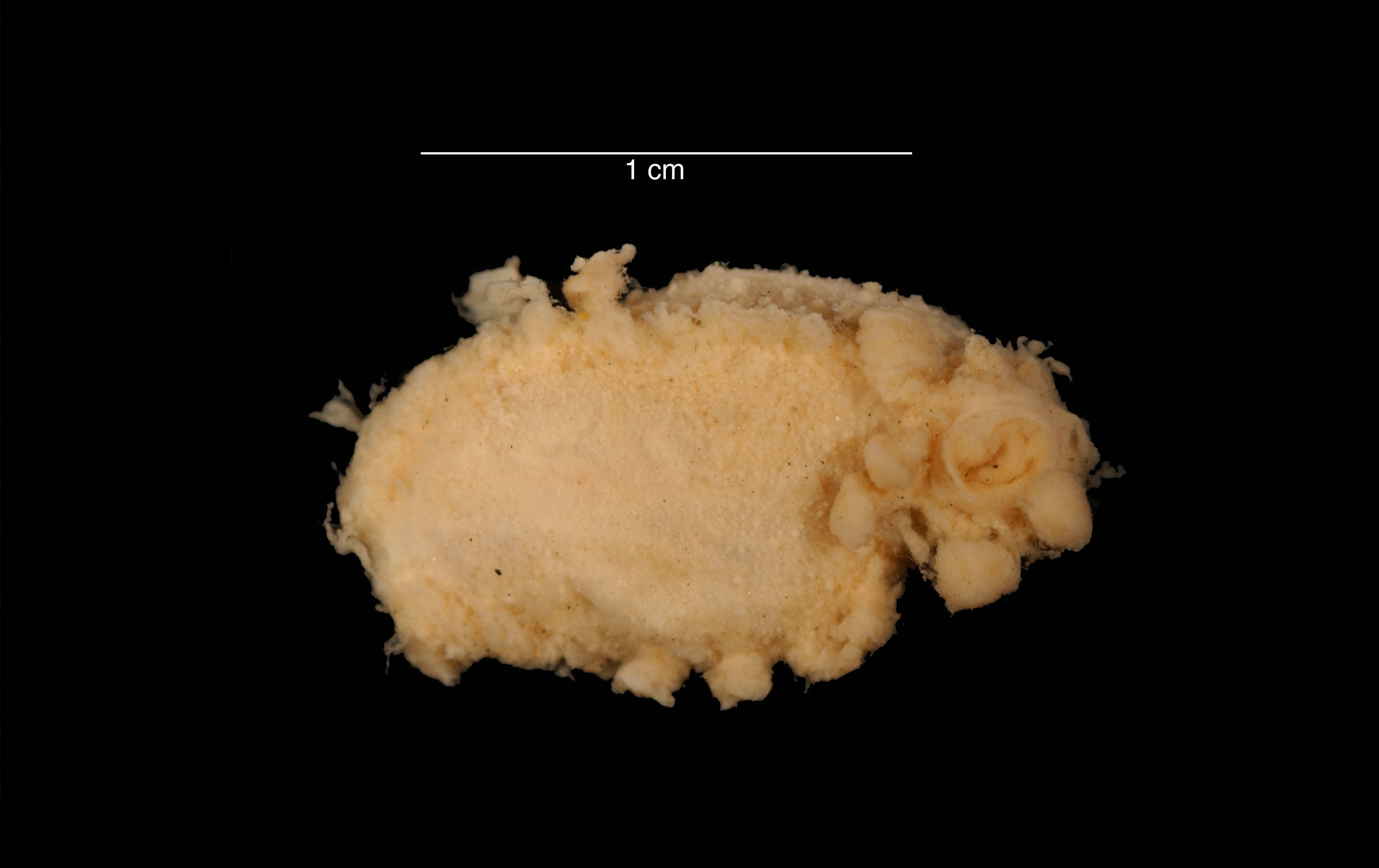
Ellipinion angelicus.
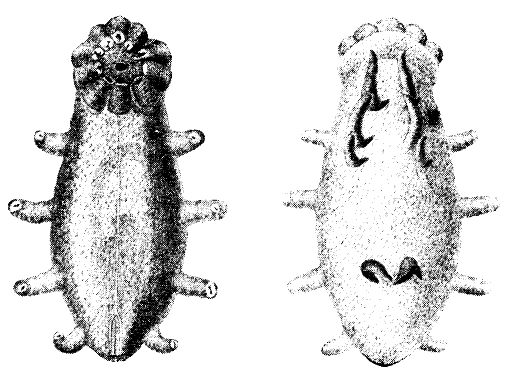
Elpidia glacialis.
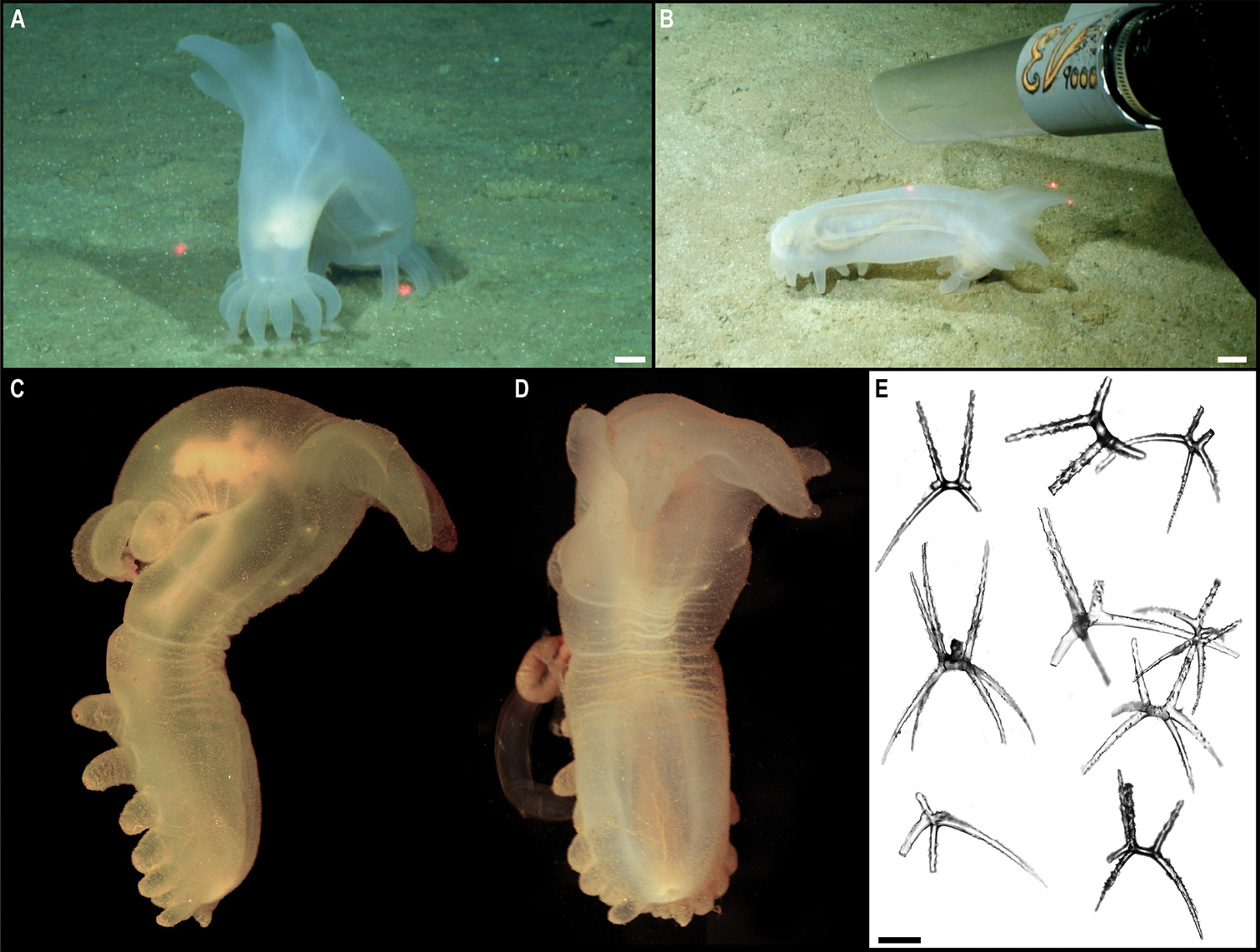
Peniagone vitrea.
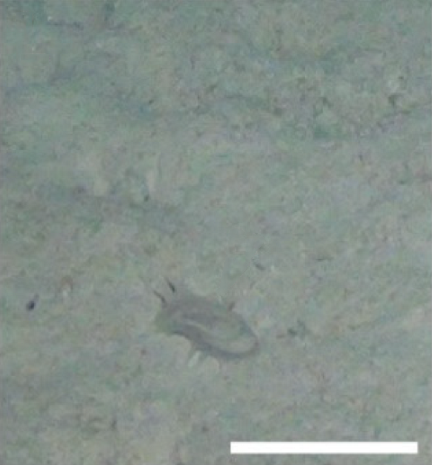
Penilpidia ludwigi.
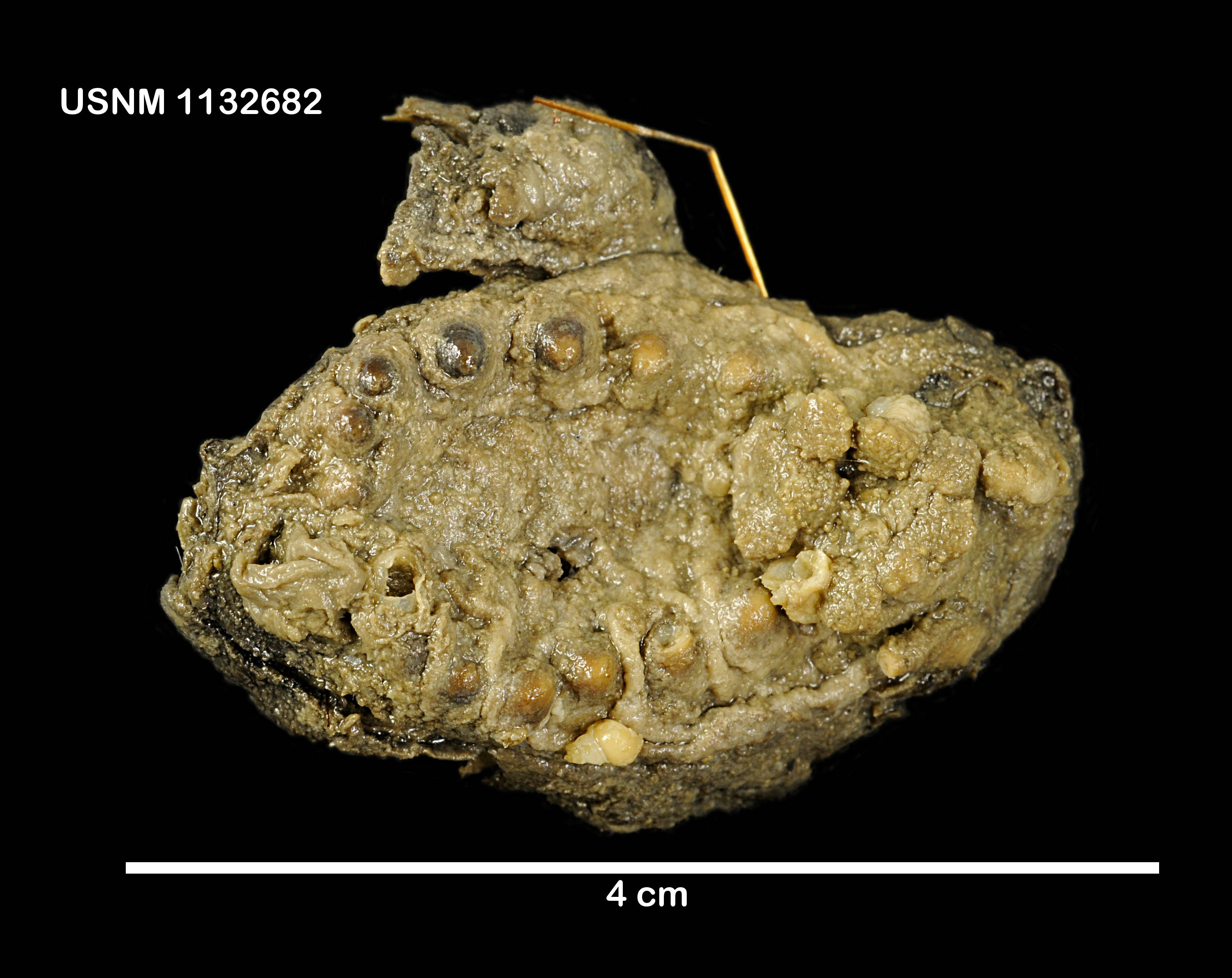
Protelpidia murrayi.
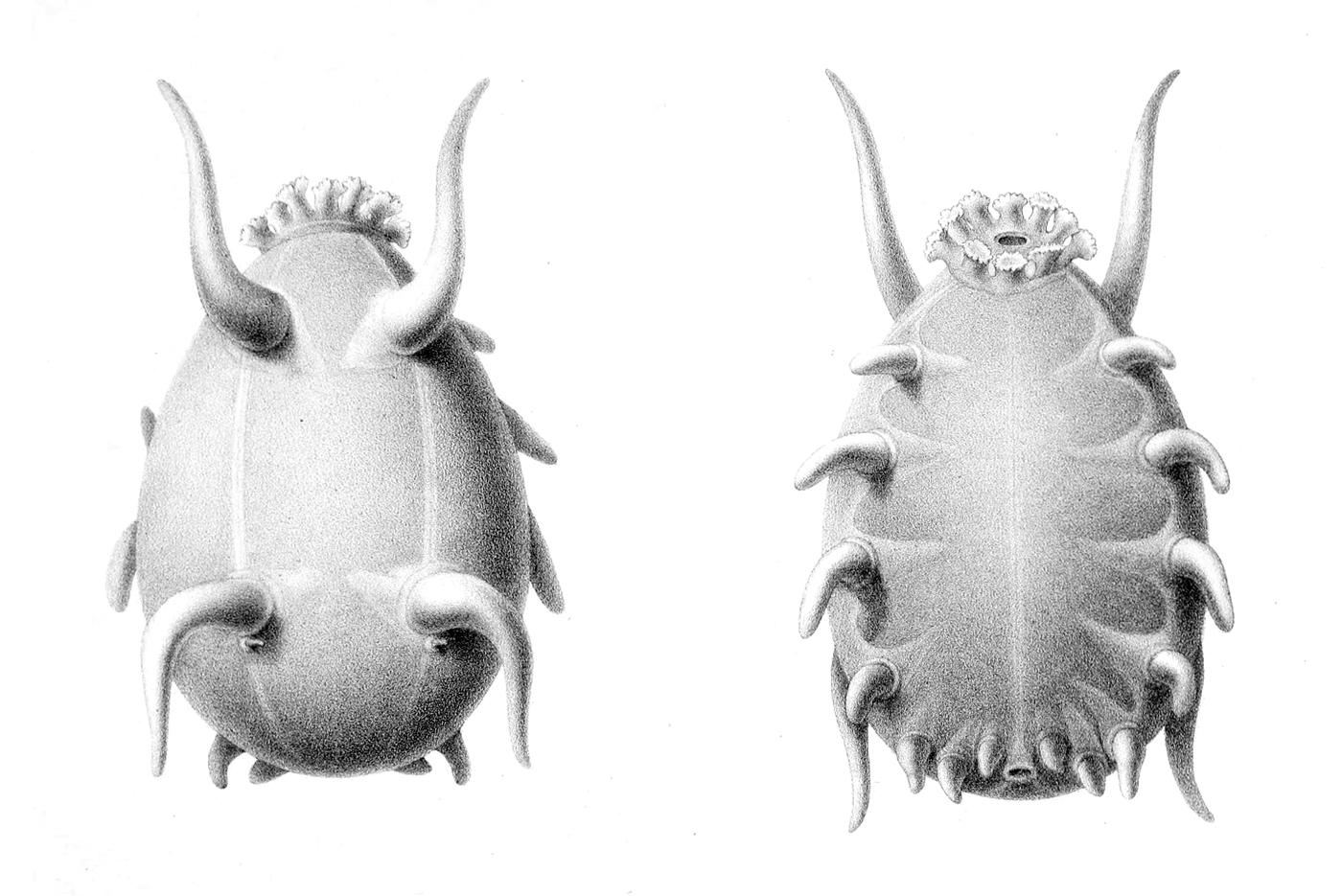
Scotoplanes globosa